# Guasca
Guasca là một khu tự quản thuộc tỉnh Cundinamarca, Colombia. Thủ phủ của khu tự quản Guasca đóng tại Guasca Khu tự quản Guasca có diện tích ki lô mét vuông. Đến thời điểm ngày 28 tháng 5 năm 2005, khu tự quản Guasca có dân số 9150 người.